# Centrální provincie (Zambie)
Centrální provincie (anglicky Central Province) je jedna z deseti provincií v Zambii. Hlavním městem provincie je Kabwe. Její rozloha je 94 394 km², což z ní po Západní a Severozápadní provincii činí třetí největší v celé Zambii. Provincie sousedí s osmi dalšími provinciemi a skládá se ze šesti distriktů. Největší část jejího území, 90 955,66 km², zaujímají lesy. Centrální provincii náleží 20,64 % orné půdy v Zambii a podílí se 23,85 % na celkové zemědělské produkci země s pšenicí jako hlavní plodinou. Jsou zde celkem čtyři národní parky, byť dva z nich sem zasahují jen částečně, a tři lovecké oblasti. Jedním z parků je Kafue, který je největším národním parkem Zambie a mimo Centrální provincii se dále rozkládá na území Jižní a Severozápadní provincie. Mezi další významné přírodní oblasti provincie se řadí národní parky Blue Lagoon, Kasanka, Jižní Luangwa, dále mokřady Bangweulu, bažiny Lukanga a údolí řek Lunsemfwa a Lukusashi.
Dle údajů z roku 2010 žilo v Centrální provincii 1 307 111 obyvatel, což představovalo 10,05 % populace celé země. Míra gramotnosti byla 70,9 %, přičemž celostátní míra činila 70,2 %. Nejrozšířenějším jazykem v provincii byl bemba, kterým hovořilo 31,8 % obyvatel, a největší etnická skupina byl kmen Lala, k němuž se hlásilo 20,3 % obyvatel.
Hlavními kulturními událostmi konanými v Centrální provincii jsou dva festivaly, a sice červencový „Ikubi Lya Loongo“ a srpnový „Ichibwela Mushi“.

## Historie

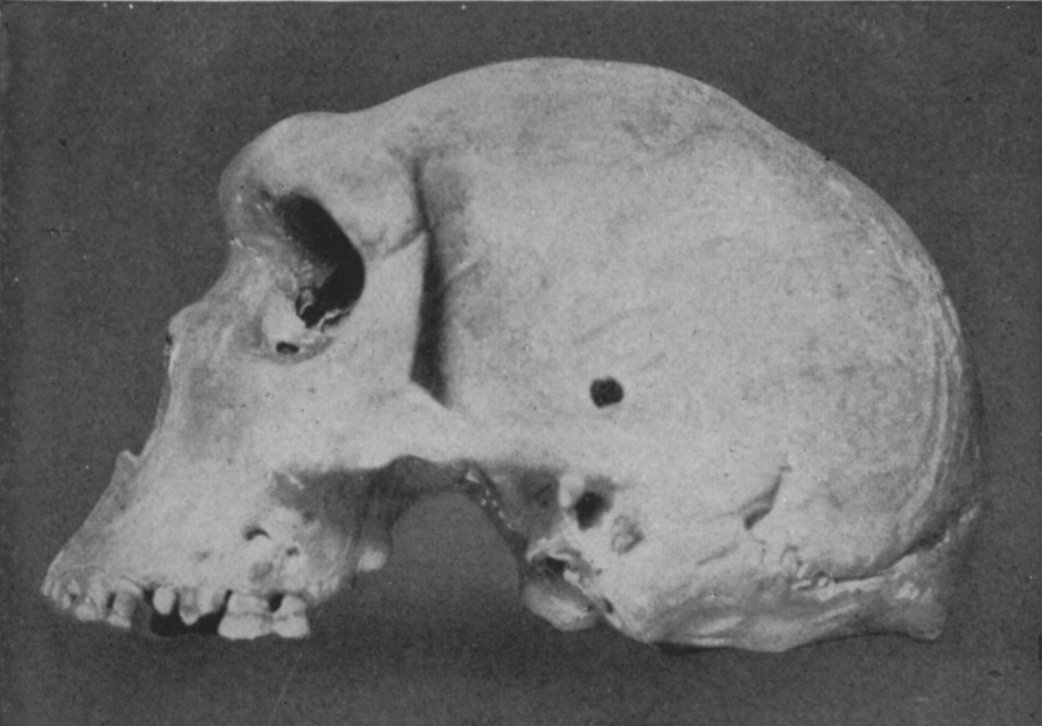
Lebka člověka rhodéského (Homo rhodesiensis) nalezená v Broken Hill

Území dnešní Centrální provincie bylo obydleno jistě již ve starší době kamenné. V roce 1921 nalezl švýcarský horník Tom Zwiglaar v dole v Broken Hill lebku člověka rhodéského (Homo rhodesiensis), která byla datována do období před 300 až 125 tisíc let. Do konce 3. století n. l. obývali území dnešní Zambie Khoisanové, kteří byli postupně vytlačeni vyspělejšími bantuskými kmeny. Od 16. století na území dnešní Centrální provincie existovala domorodá království. Prvními Evropany, kteří vstoupili na území Centrální provincie, byli na začátku 19. století Portugalci. V roce 1851 začal oblast horního toku Zambezi prozkoumávat britský cestovatel David Livingstone. V roce 1889 založil Cecil Rhodes a Alfred Beit britskou Jihoafrickou společnost. Na území Centrální provincie se od roku 1899 rozkládaly britské protektoráty Barotziland-Severozápadní Rhodesie a od roku 1900 Severovýchodní Rhodesie. Tyto celky byly spravovány britskou Jihoafrickou společností a v roce 1911 byly sloučeny do jednoho protektorátu Severní Rhodesie. Od roku 1924 byla Severní Rhodesie spravována přímo britskou vládou. V roce 1953 byla Severní Rhodesie spojena s Jižní Rhodesií a Ňaskem do Federace Rhodesie a Ňaska. Tato federace 31. prosince 1963 zanikla a 24. října 1964 vznikla samostatná Zambie. Centrální provincie je považována za kolébku zambijského národního hnutí. Politická strana United National Independence Party (UNIP) vznikla v roce 1959 v Kabwe Kennethem Kaundou, který byl mezi lety 1964 až 1991 prvním prezidentem nezávislé Zambie. Severozápadně od Kabwe, hlavního města provincie, se nachází Mulungushi Rock of Authority. Na tomto osamoceném skalním suku s plochým vrcholem se roku 1960 poprvé konalo shromáždění strany UNIP mimo dohled koloniální vlády. Na hoře se i nadále pořádají některá politická setkání, ale důležitá shromáždění se konají v konferenčním centru na nedaleké Univerzitě Mulungushi. Po řece Mulungushi je pojmenováno mnoho historicky významných zambijských objektů, míst a organizací. Například deklarace Mulungushi z roku 1968 prohlašovala Zambii za socialistický stát. V sále Mulungushi v Kabwe se konala různá mezinárodní shromáždění. Město Kapiri Mposhi se zase stalo dějištěm boje proti bílé menšině v post-koloniální době.
V roce 2012 se město Ngabwe stalo sídlem vlastního distriktu. Ngabwe bylo předtím součástí distriktu Kapiri Mposhi. Současně s touto změnou padl návrh, aby se Ngabwe stalo novým hlavním městem Zambie. V únoru 2018 prohlásil zambijský ministr plánování a rozvoje, že návrh je stále projednáván a ještě nebylo schváleno konečné stanovisko. V roce 2013 se město Chisamba stejně jako Ngabwe stalo sídlem vlastního distriktu. Dříve bylo součástí distriktu Chibombo. Na základě rozhodnutí prezidenta Zambie Edgara Lunga byl v roce 2018 distrikt Shibuyunji přesunut z provincie Lusaka do Centrální provincie. Přidáním dalších distriktů se tak počet distriktů v Centrální provincii zvýšil na jedenáct.

## Geografie
Centrální provincie se rozkládá na ploše 94 394 km². Provincie hraničí s Demokratickou republikou Kongo a se všemi zambijskými provinciemi kromě Severní provincie. Provincie sestává ze šesti distriktů. Plocha zalesněného území činí 90 955,66 km². Půda je nejvhodnější pro pěstování bavlny a kukuřice. Oblast bažin Lukanga byla Mezinárodním měnovým fondem vyhodnocena jako potenciální místo rybolovu. Tyto bažiny se rozkládají kolem řek Lukanga a Kafue. Nachází se zde mnoho lagun, mezi které se řadí například Chiposhye a Suye. Rozloha bažin Lukanga činí 1 850 km². V distriktu Mkushi byla objevena ložiska drahých kovů, v distriktu Mumbwa bylo nalezeno zlato a v distriktu Kapiri Mposhi byly objeveny zásoby uhlí.

| Kabwe, Centrální provincie – podnebí                   | Kabwe, Centrální provincie – podnebí | Kabwe, Centrální provincie – podnebí | Kabwe, Centrální provincie – podnebí | Kabwe, Centrální provincie – podnebí | Kabwe, Centrální provincie – podnebí | Kabwe, Centrální provincie – podnebí | Kabwe, Centrální provincie – podnebí | Kabwe, Centrální provincie – podnebí | Kabwe, Centrální provincie – podnebí | Kabwe, Centrální provincie – podnebí | Kabwe, Centrální provincie – podnebí | Kabwe, Centrální provincie – podnebí | Kabwe, Centrální provincie – podnebí |
| Období                                                 | leden                                | únor                                 | březen                               | duben                                | květen                               | červen                               | červenec                             | srpen                                | září                                 | říjen                                | listopad                             | prosinec                             | rok                                  |
| ------------------------------------------------------ | ------------------------------------ | ------------------------------------ | ------------------------------------ | ------------------------------------ | ------------------------------------ | ------------------------------------ | ------------------------------------ | ------------------------------------ | ------------------------------------ | ------------------------------------ | ------------------------------------ | ------------------------------------ | ------------------------------------ |
| Nejvyšší teplota [°C]                                  | 32,4                                 | 31,5                                 | 32,6                                 | 33,0                                 | 31,5                                 | 30,4                                 | 29,6                                 | 33,4                                 | 36,3                                 | 38,6                                 | 37,5                                 | 34,1                                 | 38,6                                 |
| Průměrné denní maximum [°C]                            | 27,0                                 | 27,0                                 | 27,0                                 | 26,5                                 | 25,2                                 | 23,7                                 | 23,5                                 | 26,1                                 | 29,8                                 | 31,3                                 | 29,8                                 | 27,3                                 | 27,0                                 |
| Průměrná teplota [°C]                                  | 21,1                                 | 21,0                                 | 20,7                                 | 20,0                                 | 17,8                                 | 15,9                                 | 15,9                                 | 18,4                                 | 22,1                                 | 24,1                                 | 23,0                                 | 21,3                                 | 20,1                                 |
| Průměrné denní minimum [°C]                            | 17,3                                 | 17,4                                 | 16,5                                 | 14,4                                 | 11,4                                 | 13,1                                 | 8,7                                  | 10,9                                 | 14,5                                 | 17,1                                 | 17,6                                 | 17,5                                 | 14,7                                 |
| Nejnižší teplota [°C]                                  | 10,1                                 | 11,9                                 | 11,3                                 | 8,2                                  | 5,9                                  | 3,0                                  | 3,4                                  | 3,6                                  | 4,4                                  | 8,9                                  | 12,6                                 | 9,4                                  | 3,0                                  |
| Průměrné srážky [mm]                                   | 234,4                                | 179,4                                | 100,6                                | 27,5                                 | 4,4                                  | 0,1                                  | 0,0                                  | 0,1                                  | 0,7                                  | 18,1                                 | 91,2                                 | 251,2                                | 907,7                                |
| Maximální srážky [mm]                                  | 404,1                                | 326,8                                | 312,9                                | 137,7                                | 36,6                                 | 2,8                                  | 0,0                                  | 2,4                                  | 8,8                                  | 67,3                                 | 256,1                                | 459,5                                | 2 015                                |
| Dní s deštěm                                           | 20                                   | 16                                   | 11                                   | 3                                    | 0                                    | 0                                    | 0                                    | 0                                    | 0                                    | 2                                    | 10                                   | 19                                   | 81                                   |
| Zdroj: National Oceanic and Atmospheric Administration |                                      |                                      |                                      |                                      |                                      |                                      |                                      |                                      |                                      |                                      |                                      |                                      |                                      |

## Obyvatelstvo
Dle sčítání lidu v roce 2010 v Zambii žilo v Centrální provincii 1 307 111 obyvatel, což představovalo 10,05 % celkové populace Zambie, která tehdy měla 13 092 666 obyvatel. Žilo zde 658 646 žen a 648 465 mužů, poměr pohlaví tak činil 1 016 žen na 1 000 mužů ve srovnání s celostátní průměrným poměrem 1 028. Míra gramotnosti v Centrální provincii dosahovala hodnoty 70,9 %, zatímco celostátní míra odpovídala 70,2 %. Přibližně 74,87 % obyvatel provincie žilo na venkově a zbývajících 25,13 % obyvatel žilo ve městech. Rozloha provincie je 94 394 km², takže hustota zalidnění činila 13,8 obyv./km². Nárůst počtu obyvatel oproti roku 2000 představoval 29,1 %. Medián věku uzavření manželství byl 20,6 roku. Průměrný počet členů domácnosti činil 5,5 člena, průměrný počet členů domácnosti vedené ženou představoval 4,8 člena a vedené mužem 5,8 člena. V Centrální provincii mělo 54,30 % obyvatel volební právo. Celková míra plodnosti tvořila 6,3 potomka na jednu ženu a hrubá míra porodnosti byla 36 narozených na 1 000 osob. Podíl dětí mladších pěti let na 1 000 žen ve věku 15 až 49 let činil 785 dětí, obecná míra plodnosti odpovídala 156, hrubá reprodukční míra představovala 2,5 a čistá reprodukční míra byla 1,8. Ze všech obyvatel 52,2 % pracovalo, takže pracovalo 62,7 % všech mužů a 42,2 % všech žen. Roční přírůstek pracujících odpovídal 2,2 %. Míra nezaměstnanosti činila 12,7 %. Střední délka života činila 52 let oproti 51 letům celostátně. 31,8 % obyvatel hovořilo jazykem bemba a 20,3 % obyvatel příslušelo ke klanu Lala. Počet obyvatel postižených albinismem činil 3 007 lidí.

## Správa
Správa provincie je zřízena pouze pro administrativní účely. Provincie je řízena ministrem jmenovaným prezidentem Zambie, každá provincie má své ministerstvo. Administrativním vedoucím provincie je náměstek ministra jmenovaný prezidentem. Dalšími funkcemi jsou zástupce náměstka ministra, vedoucí vládních oddělení a další státní úředníci. Centrální provincie se dělí na jedenáct distriktů: Distrikt Chibombo, Distrikt Chisamba, Distrikt Chitambo, Distrikt Itezhi Tezhi, Distrikt Kabwe, Distrikt Kapiri Mposhi, Distrikt Luano, Distrikt Mkushi, Distrikt Mumbwa Distrikt Ngabwe a Distrikt Serenje. Názvy distriktů jsou odvozeny od sídel distriktů. Samosprávným orgánem každého distriktu je rada, která je vedena voleným reprezentantem, tzv. radním. Radní je volen na tři roky. Další členové rady jsou vybíráni místní vládní komisí, která může i nemusí být z daného distriktu. Kancelář provinční samosprávy je umístěna v hlavním městě distriktu a disponuje místními úředníky a dozorčími. Každá místní rada je zodpovědná za výběr místních daní. Účetnictví je každý rok kontrolováno podle ročního rozpočtu. Volení členové rady nečerpají stálý plat, ale jsou radou placeni příspěvky. Centrální provincie je především rurální oblastí, takže zde neexistují městské rady. Centrální vláda přenechává radám 63 různých funkcí, většina z nich se týká řízení místní infrastruktury a správy. Rady jsou pověřeny udržováním komunitních center, zoologických zahrad, parků, hydrologických zařízení, hřišť, hřbitovů, knihoven, muzeí nebo galerií. Místní rady též spolupracují s některými vládními organizacemi v oblasti zemědělství, ochrany přírody, poštovních služeb, zakládání a udržování nemocnic, škol a některých dalších veřejných institucí. Činnost rad je též zaměřena na podporu komunitní participace.

## Ekonomie a společnost
V roce 2014 získalo v Centrální provincii 6 853 (59,2 %) z 11 576 studentů plný školní certifikát. V roce 2016 činila míra nezaměstnanosti 10 % a míra nezaměstnanosti mládeže 14,2 %. V roce 2015 byla malárie nejčastějším onemocněním a měla na svědomí 14,3 % celkových úmrtí v provincii. Prevalence viru HIV v letech 2013–14 představovala 12,5 %, v ženské populaci prevalence HIV odpovídala 14,8 % a v mužské 9,8 %.
Celková plocha orné půdy v Centrální provincii v roce 2014 činila 3 915,932 3 km², což představovalo 20,64 % celkové kultivované půdy v Zambii. Čistý zisk plodin byl 971 484 tun, což představovalo 23,85 % celkové zemědělské produkce Zambie. Hlavní plodinou byla pšenice s 99 758 tunami, což tvořilo 49,51 % národní produkce. Roční míra inflace činila v srpnu 2017 v Centrální provincii 7,2 % oproti celostátní míře 6,3 %, příspěvek provincie na celostátní inflaci představoval 0,8.

## Kultura
Festival Ikubi Lya Loongo oslavuje kmen Sala každý rok v červenci v distriktu Mumbwa, festival Ichibwela Mushi slaví kmen Bisa/Swaka/Lala během září v distriktu Mkushi, festival Musaka Jikubi je slaven kmenem Kaonde v září v distriktu Mumbwa, festival Kulamba Kubwalo slaví kmen Lenje každý rok v říjnu v distriktu Chibombo a festival Ikubi Lya Malumbe-Munyama je slaven během října kmenem Kaonde Ila v distriktu Mumbwa. Festival Kulamba Kubwalo každý rok přiláká na dvě stě padesát tisíc lidí, kteří se pokloní vůdci kmenu Lenje a oslaví sklizeň.

## Doprava

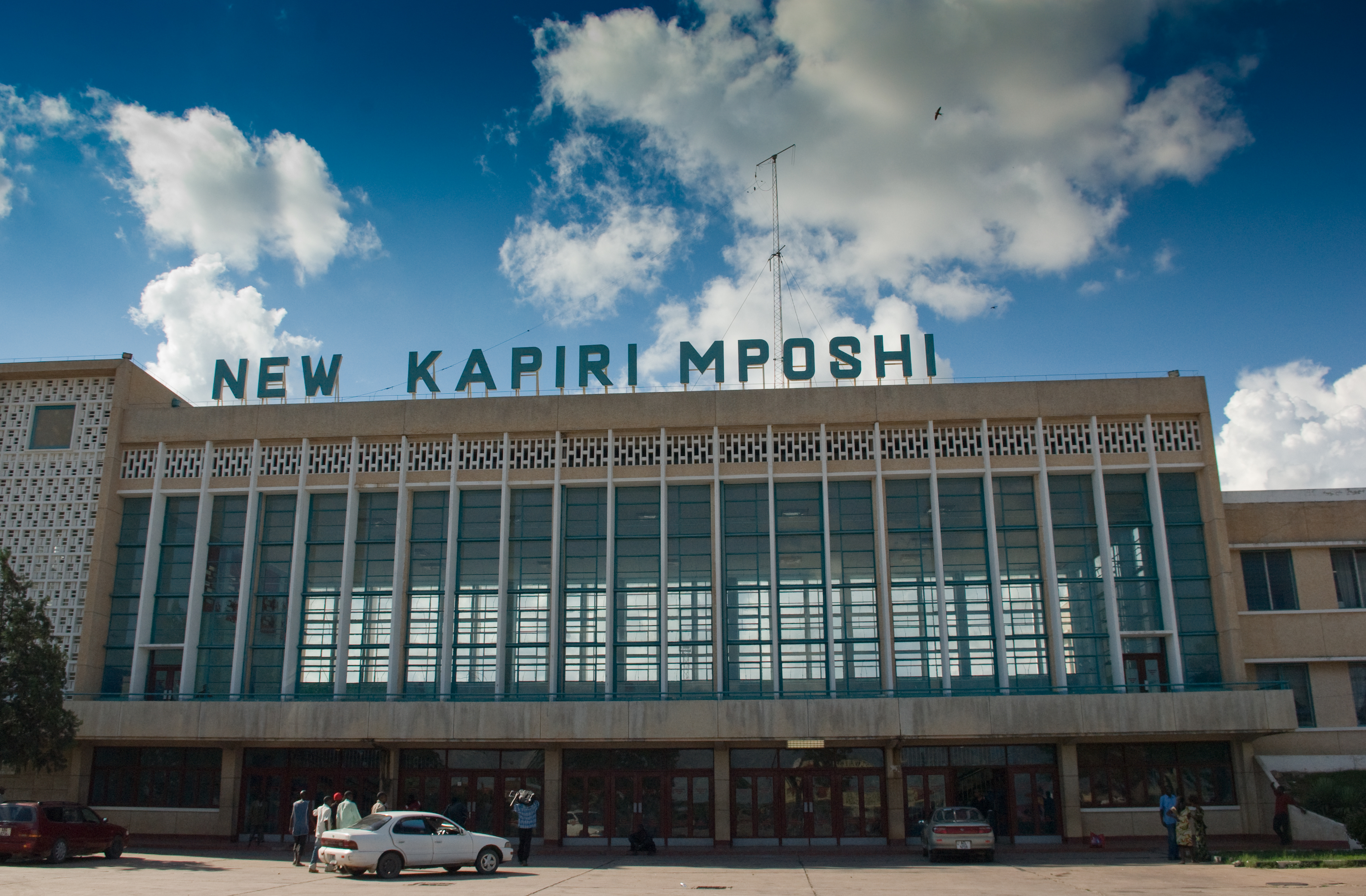
Stanice trati TAZARA v Kapiri Mposhi

Centrální provincií prochází několik důležitých silničních tahů. Většina z nich byla postavena v 60. a 70. letech 20. století. Od Lusaky přes Kabwe, Kapiri Mposhi, Mkushi, Serenje až k hranicím s provincií Muchinga probíhá silnice T2, která je nejdelší v zemi a část jejího úseku v Centrální provincii se nazývá Great North Road. V Kapiri Mposhi se od silnice T2 odděluje silnice T3, která směřuje na sever do Ndoly a Kitwe. Jihozápadní částí Centrální provincie prochází silnice M9 zvaná Great West Road směřující z Lusaky přes Mumbwu do Západní provincie. Na území Centrální provincie jsou silnice v lepším stavu než v ostatních provinciích a jsou udržovány.
Přes Centrální provincii vede železniční trať od Lusaky přes Kabwe a Kapiri Mposhi, kde se trať rozdvojuje. Jedna větev směřuje na sever do Copperbeltu a druhá na severovýchod do přístavu Dar es Salaam v Tanzanii. V Kapiri Mposhi jsou provozovány dvě železniční stanice; stanice trati TAZARA, Tanzansko-zambijská železnice, a stanice Zambijských drah. Rozchod koleje v Zambii je 1067 mm, tedy kapský rozchod. Všechny tratě na území Centrální provincie jsou neelektrifikované a jednokolejné. V Centrální provincii, jako v celé Zambii, je železnice vedoucím prostředkem nákladní dopravy.
V Kabwe se nachází letiště Milliken. Nejbližší mezinárodní letiště se nacházejí v Lusace a Ndole.

## Sport
V Centrální provincii působilo k červnu 2010 celkem 170 fotbalových klubů. V Kabwe na Stadioně Godfreye 'Ucara' Chitala 107 sídlí fotbalový klub Kabwe Warriors FC, který hraje zambijskou nejvyšší soutěž. Z Kabwe dále pocházejí fotbalové týmy Prison Leopards Kabwe, který působí v druhé lize, a Kabwe YSA.

## Životní prostředí

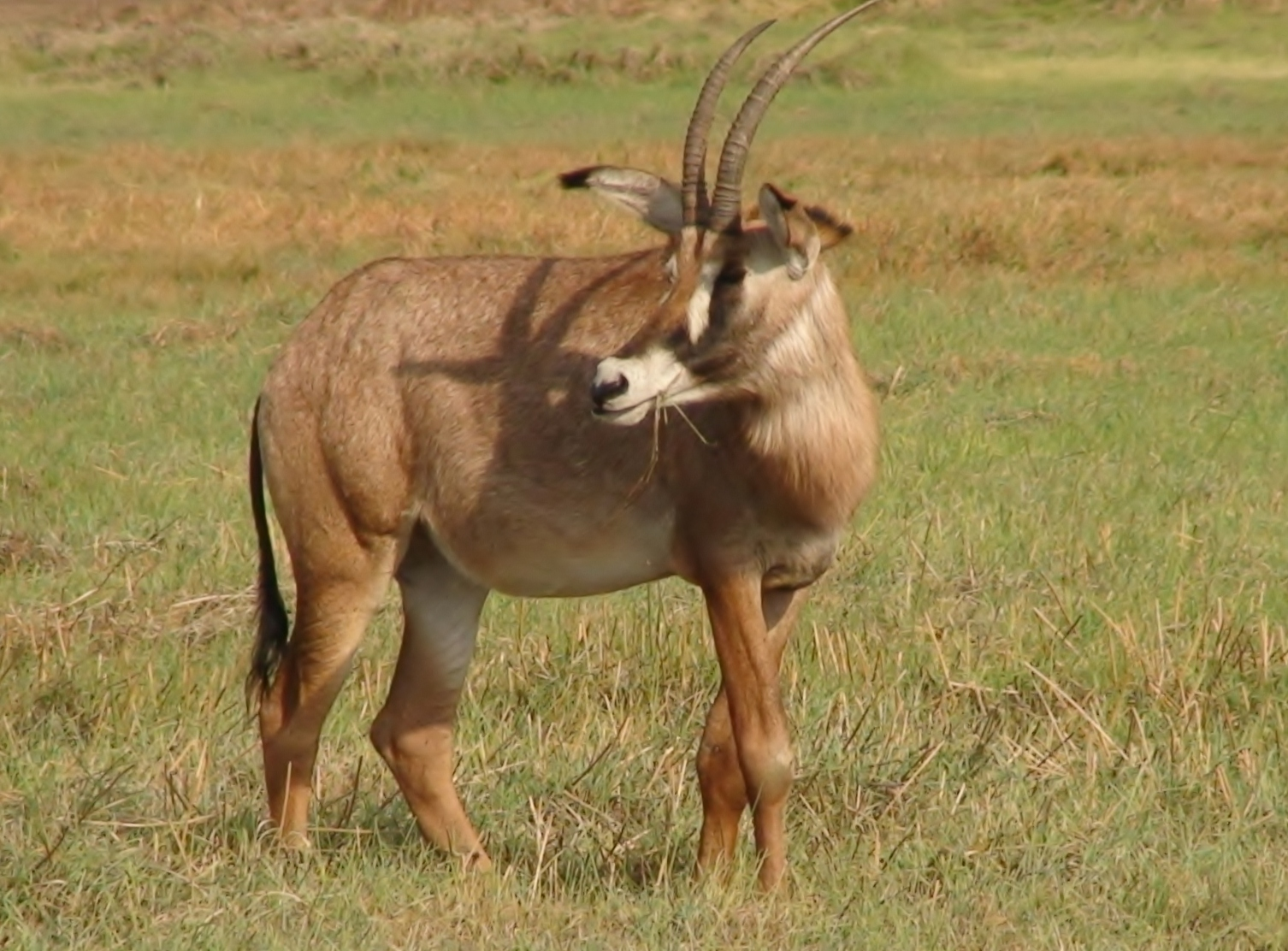
Antilopa koňská v Národním parku Kafue

Národní park Kafue, největší národní park v Zambii o rozloze 22 400 km², se rozkládá nejen na území Centrální provincie, ale též Jižní a Severozápadní provincie. Mezi další hlavní přírodní oblasti se řadí Národní park Blue Lagoon v severní části bažin Kafua, Národní park Kasanka na okraji mokřadů Bangweulu, Národní park Jižní Luangwa, bažiny Lukanga a údolí řek Lunsemfwa a Lukusashi. Kundalila, vodopády v distriktu Serenje, jsou označeny jako národní přírodní dědictví.